# Johan Rossouw
För den sydafrikanske OS-brottaren med smeknamnet Johan, se Johannes Rossouw
Johan Rossouw, född 20 oktober 1965, är en sydafrikansk före detta friidrottare som tävlade i kortdistanslöpning. Rossouw vann ett afrikanskt mästerskap på 200 meter och tog en tredjeplats på 100 meter. Dessutom vann han åtskilliga sydafrikanska mästerskap på båda distanserna. Hans namn förekommer alltjämt i topplistor över vita 100-meterslöpare.

## Personliga rekord
| Gren  | Resultat | Datum           | Plats        | Kommentar                                         |
| ----- | -------- | --------------- | ------------ | ------------------------------------------------- |
| 100 m | 10,06    | 23 april 1988   | Johannesburg | Ännu gällande sydafrikanskt rekord (oktober 2009) |
| 200 m | 20,55    | 19 augusti 1993 | Stuttgart    |                                                   |

### Övergripande källor
- Biografi hos IAAF
- Segrare vid sydafrikanska mästerskap enligt gbrathletics.com
- Medaljörer vid afrikanska mästerskap enligt gbrathletics.com